# ۳۳ استراتژی جنگ

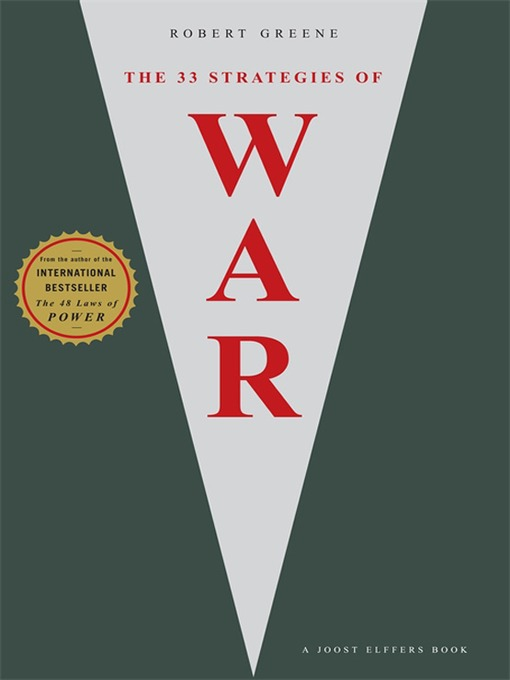
جلد کتاب

۳۳ استراتژی جنگ، کتابی است که توسط رابرت گرین، نویسنده آمریکایی، در سال ۲۰۰۶میلادی نوشته شده‌است و به عنوان «راهنمای بازی اجتماعی ظریف زندگی روزمره که توسط اصول نظامی در جنگ اطلاع داده می‌شود» توصیف شده‌است. این مقاله شامل مباحث و مثال‌هایی دربارهٔ استراتژی‌های تهاجمی و دفاعی از طیف گسترده‌ای از افراد و شرایط است که آنها را در درگیری‌های اجتماعی مانند مشاجرات خانوادگی و مذاکرات تجاری بیان می‌کند.

## مقدمه
آنچه در دنیای واقعی اهمیت زیادی دارد جنگ می‌باشد و این مفهوم زندگی همهٔ ما را درگیر می‌کند. با این حال آموزش‌هایی که در جامعه دریافت می‌کنیم روی استراتژی‌های دمکراتیک تأکید دارند؛ یعنی به ما یاد دادن که تنها با درست کاری می‌توانیم هر مانعی از جمله دشمنان خودمان را از بین ببریم.
اما با سکوت شما، دشمن قویتر می‌شود، به‌خصوص در دنیای حال حاضر که همه چیز با رقابت تعریف می‌شود، به طوری که همه آماده اند تا کوچکترین نقطه ضعفی از شما پیدا کنند و به راحتی شما را صحنه کنار بزنند. این موضوع نشان می‌دهد که همهٔ ما زمینهٔ سلطه گر بودن را داریم و تنها چیزی که باعث می‌شود از جنگیدن با خودمان و دیگران دست برداریم یادگرفتن اصول مدیریت ذهن است.